# Liste der Präsidenten von Montenegro
Der Präsident von Montenegro (Predsjednik) wird direkt für eine fünfjährige Amtszeit vom Volk gewählt, eine einmalige Wiederwahl ist möglich. Außerdem ist er der Oberbefehlshaber von Montenegro. Zu seinen Aufgaben gehört u. a. die Ernennung des Premierministers nach der erfolgten Wahl durch das Parlament. Zudem hat der Präsident einen gewissen Einfluss auf die Außenpolitik. Sein Amtssitz befindet sich in der ehemaligen Königsresidenzstadt Cetinje.
Die Liste umfasst die Präsidenten Montenegros seit der demokratischen Wende von 1990/91.
| Nr. |  | Porträt | Name                               | von               | bis               | Partei                      |
| --- |  | ------- | ---------------------------------- | ----------------- | ----------------- | --------------------------- |
| 1.  |  |         | Momir Bulatović                    | 23. Dezember 1990 | 15. Januar 1998   | DPS (seit 1991, zuvor BdKJ) |
| 2.  |  |         | Milo Đukanović                     | 15. Januar 1998   | 25. November 2002 | DPS                         |
| –   |  |         | Filip Vujanović (geschäftsführend) | 25. November 2002 | 19. Mai 2003      | DPS                         |
| –   |  |         | Rifat Rastoder (geschäftsführend)  | 19. Mai 2003      | 22. Mai 2003      | SDP CG                      |
| –   |  |         | Dragan Kujović (geschäftsführend)  | 19. Mai 2003      | 22. Mai 2003      | DPS                         |
| 3.  |  |         | Filip Vujanović                    | 22. Mai 2003      | 20. Mai 2018      | DPS                         |
| 4.  |  |         | Milo Đukanović                     | 20. Mai 2018      | 20. Mai 2023      | DPS                         |
| 5.  |  |         | Jakov Milatović                    | 20. Mai 2023      | amtierend         | Evropa sad!                 |